# Paul Viiding

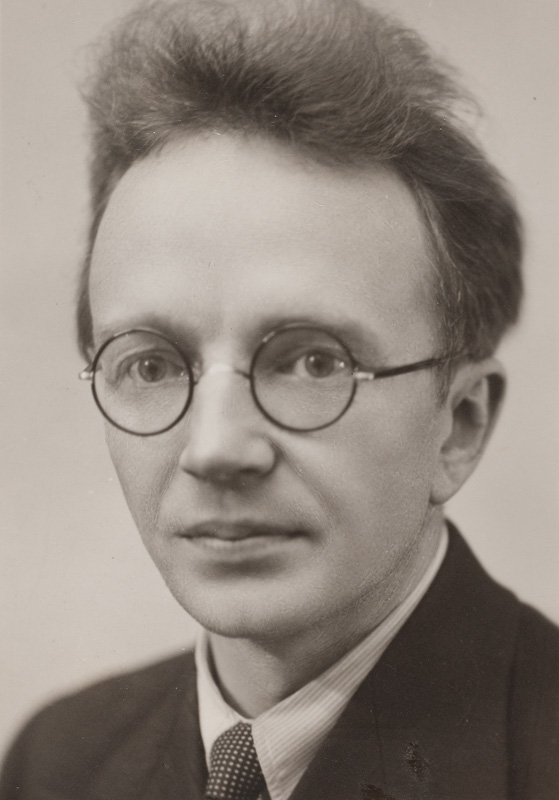
Paul Viiding 1939

Paul Viiding (* 22. Mai 1904 in Walk, Gouvernement Livland; † 27. Juni 1962 in Tallinn, Estnische Sowjetrepublik) war ein estnischer Schriftsteller, Literaturkritiker und Übersetzer.

## Leben und Schaffen
Paul Viiding schloss 1930 sein Studium der Mathematik an der Universität Tartu ab. Er war zunächst bei der Versicherungsgesellschaft Oma tätig, bevor er freischaffender Schriftsteller in Tartu wurde. Ende der 1930er Jahre war er beim estnischen Rundfunk in Tallinn angestellt.
Nach der sowjetischen Besetzung Estlands war Viiding Sekretär des Schriftstellerverbands der Estnischen SSR. Er fiel jedoch bei den neuen Machthabern bald in Ungnade und musste als Buchhändler arbeiten. Ab 1953 konnte er allerdings wieder als Schriftsteller tätig sein und wurde 1956 erneut in den Schriftstellerverband aufgenommen.
Viidings literarische Karriere begann in den 1930er Jahren. 1938 war er einer der Mitbegründer der literarischen Bewegung Arbujad. Er veröffentlichte zahlreiche Novellen, Gedichte und einen Roman. Daneben war Viiding als Übersetzer aus dem Russischen (Gogol, Radischtschew, Gorki) und aus dem Deutschen (Schiller) bekannt.

## Wichtigste Werke
- "Traataed" (Gedichtsammlung, 1935)
- "Piinlikult hea tahe" (Novellensammlung, 1936)
- "Elu aseaine" (Roman, 1939)
- "Töörahva riik" (Gedichte für Kinder, 1941)
- "Sild" (Novellensammlung, 1946)
- "Edasiminek" (Gedichtsammlung, 1947)
- "Mõtteid rahutul hommikul" (Novellensammlung, 1958)
- "Elu ja luule" (Anthologie mit Literaturkritiken, 1963)
- "Valge krae" (Auswahl mit Novellen, 1987)

## Privatleben
Paul Viiding war mit Linda Viiding verheiratet. Das Paar hatte drei Töchter und den Sohn Juhan Viiding, der selbst Schriftsteller wurde. Paul Viiding ist der Großvater der estnischen Lyrikerin Elo Viiding.